# Сауселис
Сауселис (лит. Sauselis) — деревня в Калварийском самоуправлении Мариямпольского уезда Литвы. Входит в состав Любавасского староства.

## География
Деревня расположена на юго-западе Литвы, в пределах Судувской возвышенности, на восточном берегу озера Сауселё, на расстоянии приблизительно 25 километров к юго-западу от города Мариямполе, административного центра уезда. Абсолютная высота — 178 метров над уровнем моря.
Ближайшие населённые пункты: Салапераугис, Шаркис, Сенабудис, Казлавас, Сабалявас.
Климат
Климат деревни характеризуется как умеренно континентальный с чертами морского (Dfb в классификации климатов Кёппена).

## История
В 1827 году в деревне Суховоля имелось 12 домов и проживал 31 человек.
В 1888 году в населённом пункте числился 41 человек. В национальном составе 100 % составляли литовцы. В административном отношении деревня входила в состав гмины Любово Кальварийского уезда Сувалкской губернии.

## Население
По данным официальной переписи 2011 года численность населения Сауселиса составляла 13 человек (5 мужчин и 8 женщин).